# Arcusgi
Arcusgi és un grup musical cors, els membres dels quals són de les ciutats de Bastia i Lucciana, fundat el 1984.
L'ARCUSGI és el nom dels petits arcabussos utilitzats en el segle xviii per l'exèrcit de Pascal Paoli, pare de la Nació Corsa. Aquest nom fou escollit pel grup per a demostrat la seva identitat corsa. És un grup vocal i musical que començà amb una guitarra i quatre cantants, i que ha evolucionat al llarg dels anys, de manera que actualment és format per cinc músics i nou cantants. Aquest nombre ha variat al llarg dels anys.
Arcusgi es defineix a si mateix com a grup «politicocultural» que milita des de la seva creació per la defensa de la llengua i de la cultura corses, alhora que també es manifesta solidari amb totes les altres minories oprimides i tots els pobles que lluiten per la seva emancipació i la recuperació de llurs drets nacionals.

## Discografia
- 1989 - Resistenza
- 1993 - So Elli
- 1995 - Scrittori
- 1998 - Testimone à l'eternu
- 2002 - Compilation des 4 premiers albums
- 2002 - In vivu à fianc'a voi...
- 2005 - L'arcusgi di Pasquale
- 2008 - voce ribella